# Hindernisschwimmen
Das Hindernisschwimmen ist eine ehemalig olympische Disziplin. Sie war nur im Jahr 1900 in Paris olympisch.
Beim Hindernisschwimmen wird eine Schwimmstrecke von 200 Metern meist im Kraulstil zurückgelegt. Auf der Strecke sind mehrere Boote verteilt, die überwunden werden müssen. Der Wettkampf wird meist in einem Fluss, bei den Olympischen Spielen 1900 in der Seine, ausgeführt. Der bestehende Weltrekord, aufgestellt von dem Australier Fred Lane, beträgt 2:38,4 Minuten.

## Rettungswettkampf
Hindernisschwimmen bezeichnet außerdem eine Disziplin bei Rettungswettkämpfen der Deutschen Lebens-Rettungs-Gesellschaft (DLRG). Dabei ist im Wasser ein 70 cm tiefes ins Wasser hängendes Hindernis zu untertauchen. Wird in einem 25 m-Becken geschwommen, befindet sich das Netz auf halber Strecke, in einem 50 m-Becken befinden sich zwei Netze im Wasser, eines bei 12,5 m, ein weiteres nach 37,5 m. Je nach Altersklasse wird so eine Strecke von 50 bis 200 Metern zurückgelegt. Bei dem Hindernis handelt es sich in der Regel um ein rotes Netz, dessen oberer Rand durch Schwimmkörper an der Oberfläche bleibt und dessen unterer Rand durch Gewichte unter Wasser gehalten wird.